# Baba Seiya
Baba Seiya (sinh ngày 24 tháng 10 năm 2001) là một cầu thủ bóng đá người Nhật Bản.

## Sự nghiệp câu lạc bộ
Baba Seiya hiện đang chơi cho Tokyo Verdy.

## Thống kê sự nghiệp
| Đội         | Năm       | J.League | J.League | J.League Cup | J.League Cup | Tổng cộng | Tổng cộng |
| Đội         | Năm       | Trận     | Bàn      | Trận         | Bàn          | Trận      | Bàn       |
| ----------- | --------- | -------- | -------- | ------------ | ------------ | --------- | --------- |
| Tokyo Verdy | 2020      | 3        | 0        | -            | -            | 3         | 0         |
| Tổng cộng   | Tổng cộng | 3        | 0        | 0            | 0            | 3         | 0         |